# Chionaema trigutta
Chionaema trigutta là một loài bướm đêm thuộc phân họ Arctiinae, họ Erebidae.